# Mona Walravens
Pour les articles homonymes, voir Walravens.
Mona Walravens, née le 1er mai 1986, est une actrice et metteuse en scène belge.

## Biographie

### Famille
Mona Walravens est la fille du dessinateur Picha.

## Filmographie

### Cinéma
- 1998 : Le Cadeau de maman de Patrick Halpine (court métrage)
- 2000 : Mom's Present : Aline (court métrage)
- 2007 : Blanche-Neige, la suite de Picha : voix de La Belle
- 2010 : Le Sixième jour (court métrage)
- 2012 : Cloclo : l'assistante de Claude
- 2012 : La Vie parisienne de Vincent Dietschy : la fille du bar l'Elysée (court métrage)
- 2012 : Radiostars : Sonia, la nazie bonnasse
- 2013 : La Vie d'Adèle d'Abdellatif Kechiche : Lise
- 2014 : Les Trois Frères : le retour de Didier Bourdon et Bernard Campan : Cindy, fiancée de Michaël
- 2014 : 24 jours d'Alexandre Arcady : Léa
- 2017 : Gangsterdam de Romain Levy : June
- 2018 : Comme des garçons de Julien Hallard : Jeanne Simon
- 2021 : Madeleine Collins d'Antoine Barraud : Margot
- 2023 : La Chambre des merveilles de Lisa Azuelos : Fiona, épouse de Matthew
- 2023 : Une zone à défendre de Romain Cogitore: Lucia

### Télévision
- 2015 : Dame de glace : Alizée Jonquère (télévision)
- 2016 : Les Petits Meurtres d'Agatha Christie (saison 2, épisode 16) d'Éric Woreth : Dany Courelle (série télévisée)
- 2020 & 2022 : Emily in Paris (saisons 1 & 3) : Sandrine
- 2022 : Crime à Ramatuelle de Nicolas Picard-Dreyfuss : Sonia Dellarba
- 2024: Carpe Diem (mini-série) de Pierre Isoard : Anna de Santis (épouse décédée de Tom)

### Clips
- 2006 : La Lettre de Renan Luce
- 2009 : La Débâcle des sentiments de Stanislas et Calogero

## Théâtre
- 2010 : Le Carton de Clément Michel : Émilie (reprise montée par Arthur Jugnot et David Roussel)
- 2014 : La Pèlerine écossaise de Sacha Guitry, mise en scène Pierre Laville, Théâtre Daunou

### Mise en scène
- 2009 : Sucre d'orge, d'Israël Horowitz
- Ram Dam, d'elle-même